# Cardopomyia robusta
Cardopomyia robusta är en tvåvingeart som beskrevs av Kertesz 1916. Cardopomyia robusta ingår i släktet Cardopomyia och familjen vapenflugor. Inga underarter finns listade i Catalogue of Life.